# Antonín Lewý
Antonín Lewý (29. březen 1845 Wolfsthal okres Bruck an der Leitha, Dolní Rakousko – 28. září 1897 Teplice-Šanov) známý i jako Antonín Josef Levý, byl český malíř-krajinář. Působil zejména v Praze a Teplicích.

## Život
Vytvořil množství ilustrací pro časopisy (Květy, Světozor, Zlatá Praha) a knihy (např. Čechy od Bedřicha Bernaua ve vydavatelství Jana Otty). Prakticky všechny obrazy kreslil perem, tužkou nebo tuší, aby co nejlépe vypadaly na černobílé reprodukci v knize či časopise. V jeho dílech nenajdeme silné emoce, ale spíše klidné pohledy na upravená města, úhledné parky nebo starobylé hrady, tak jak by je viděl nezaujatý turista.
Navzdory rozsáhlé tvorbě byl Lewý už v roce 1899 prakticky zapomenutý. Díky němu si ovšem dnes můžeme připomenout, jak vypadalo třeba zaniklé město Doupov nebo vyhořelá výletní restaurace na Doubravské hoře u Teplic.

## Galerie

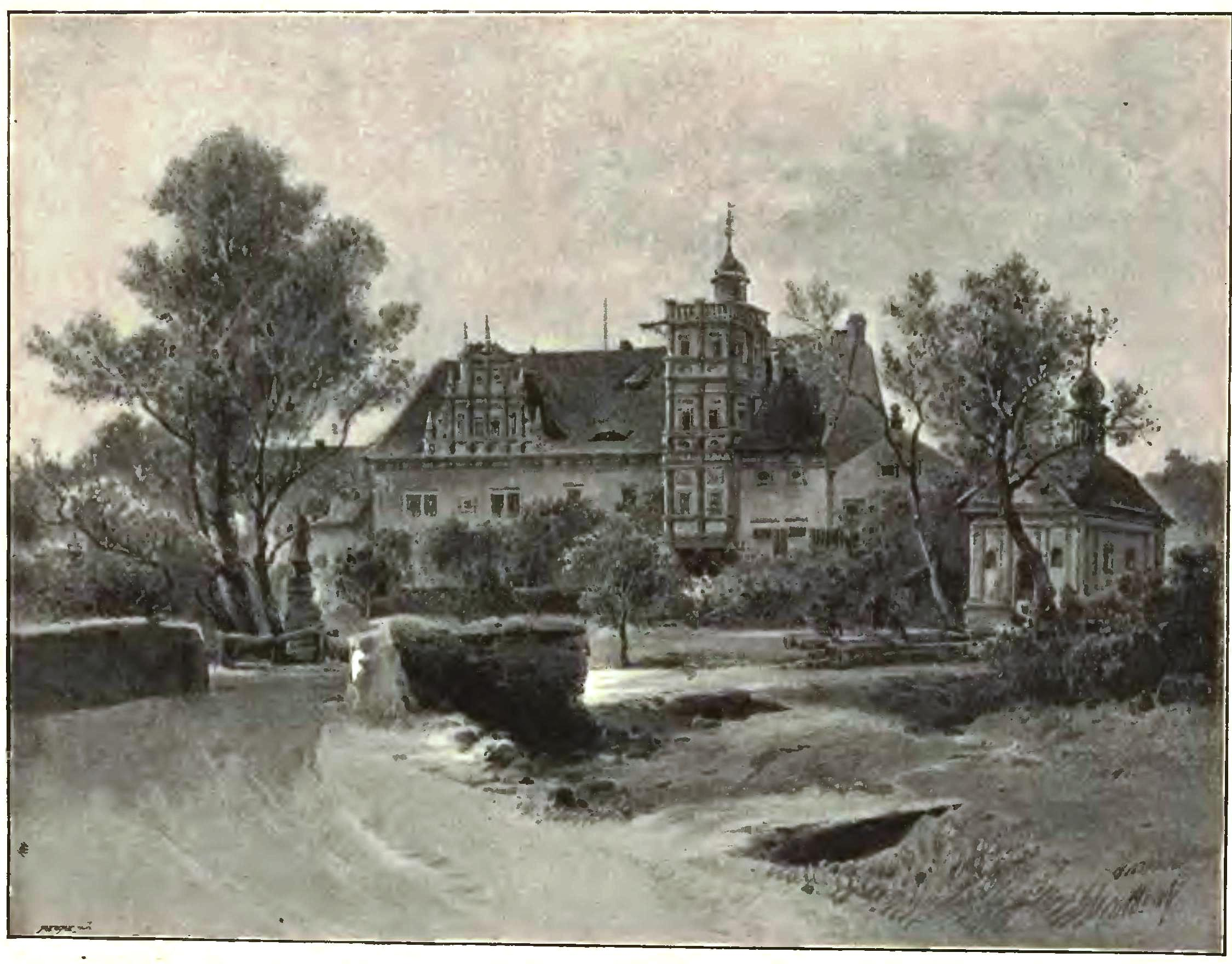
Antonín Lewý – Zámek Ahníkov (Hagensdorf) (1896)
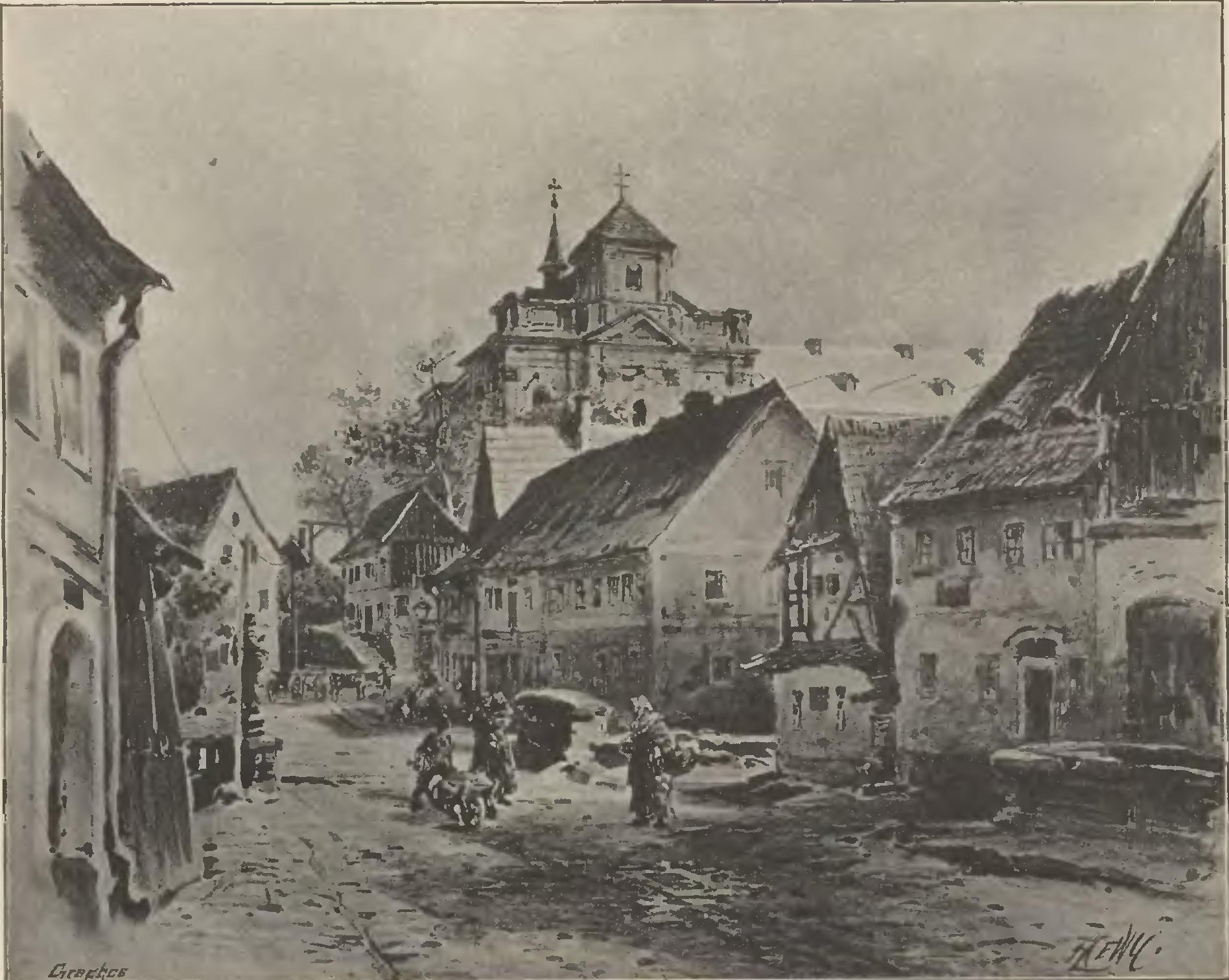
Antonín Lewý – Klášterní kostel v Doupově (kolem 1896)
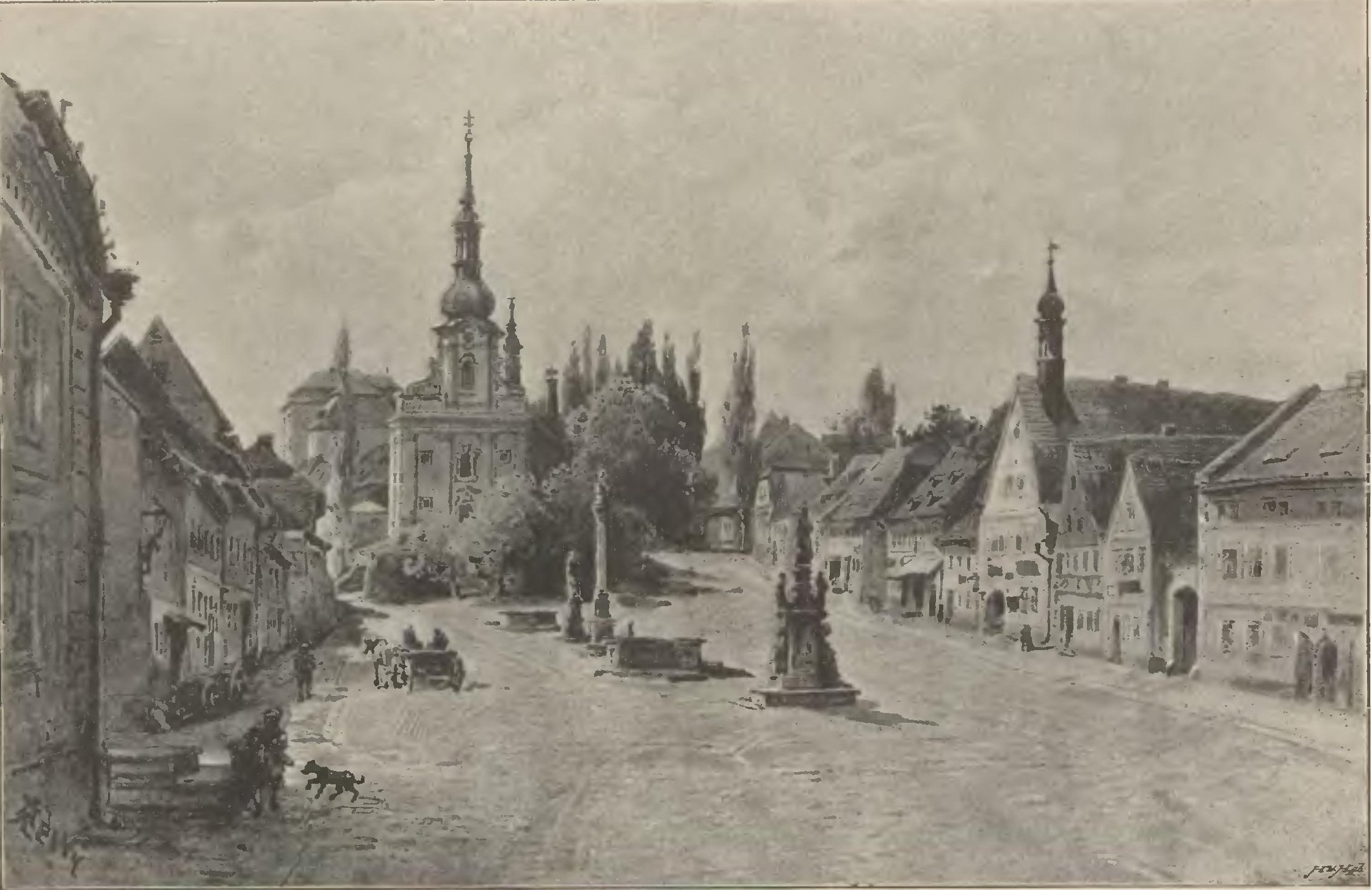
Antonín Lewý – Náměstí v Doupově (kolem 1896)
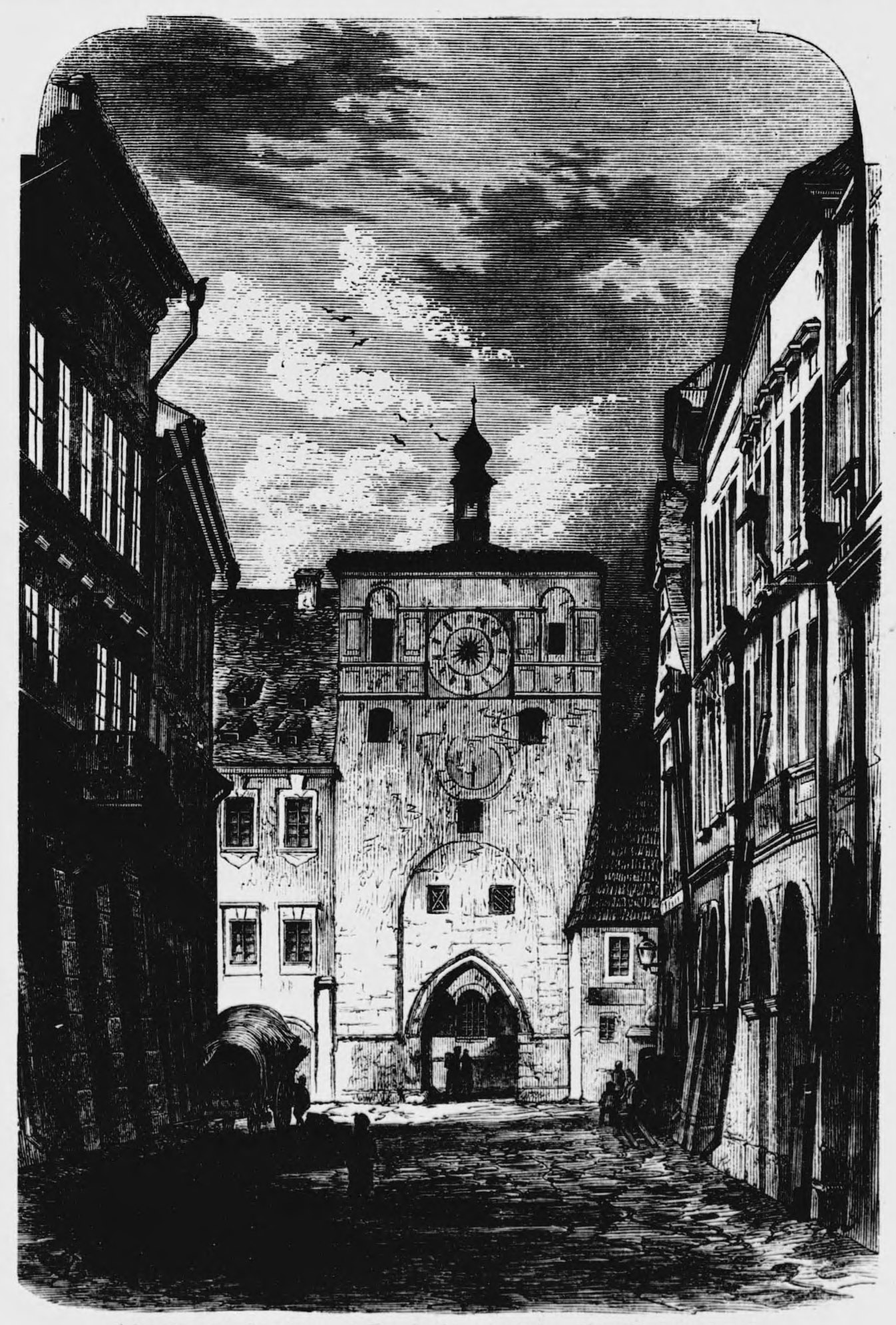
Antonín Lewý – Pražská brána v Českých Budějovicích (před 1867)
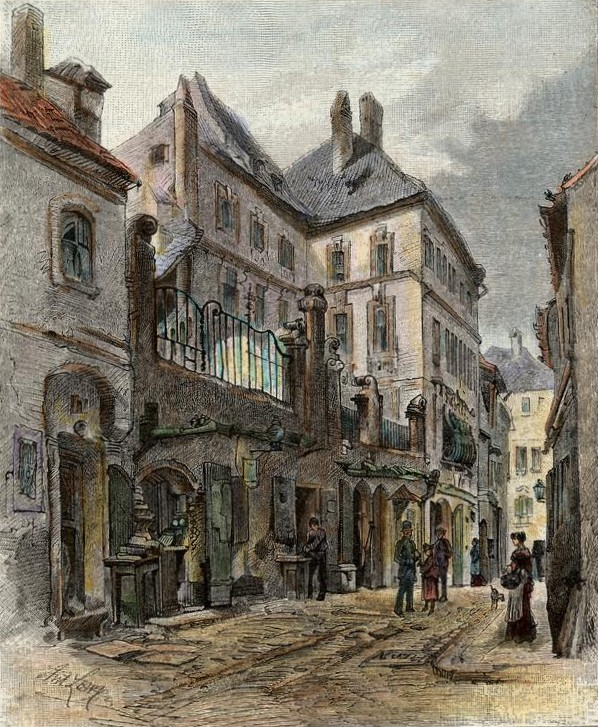
Antonín Lewý – Stará pošta v Židovském městě
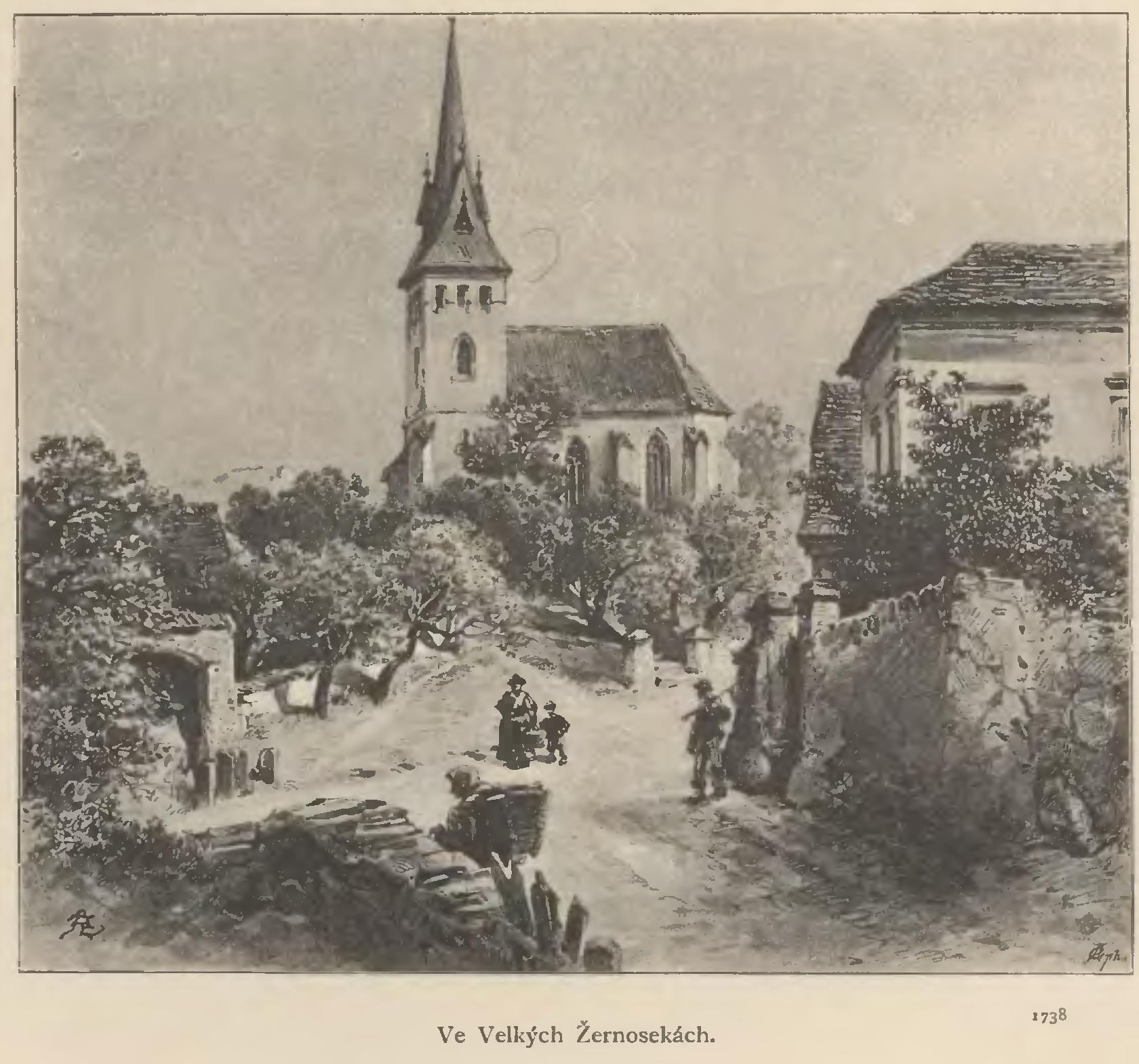
Antonín Lewý – Ve Velkých Žernosekách (1892)
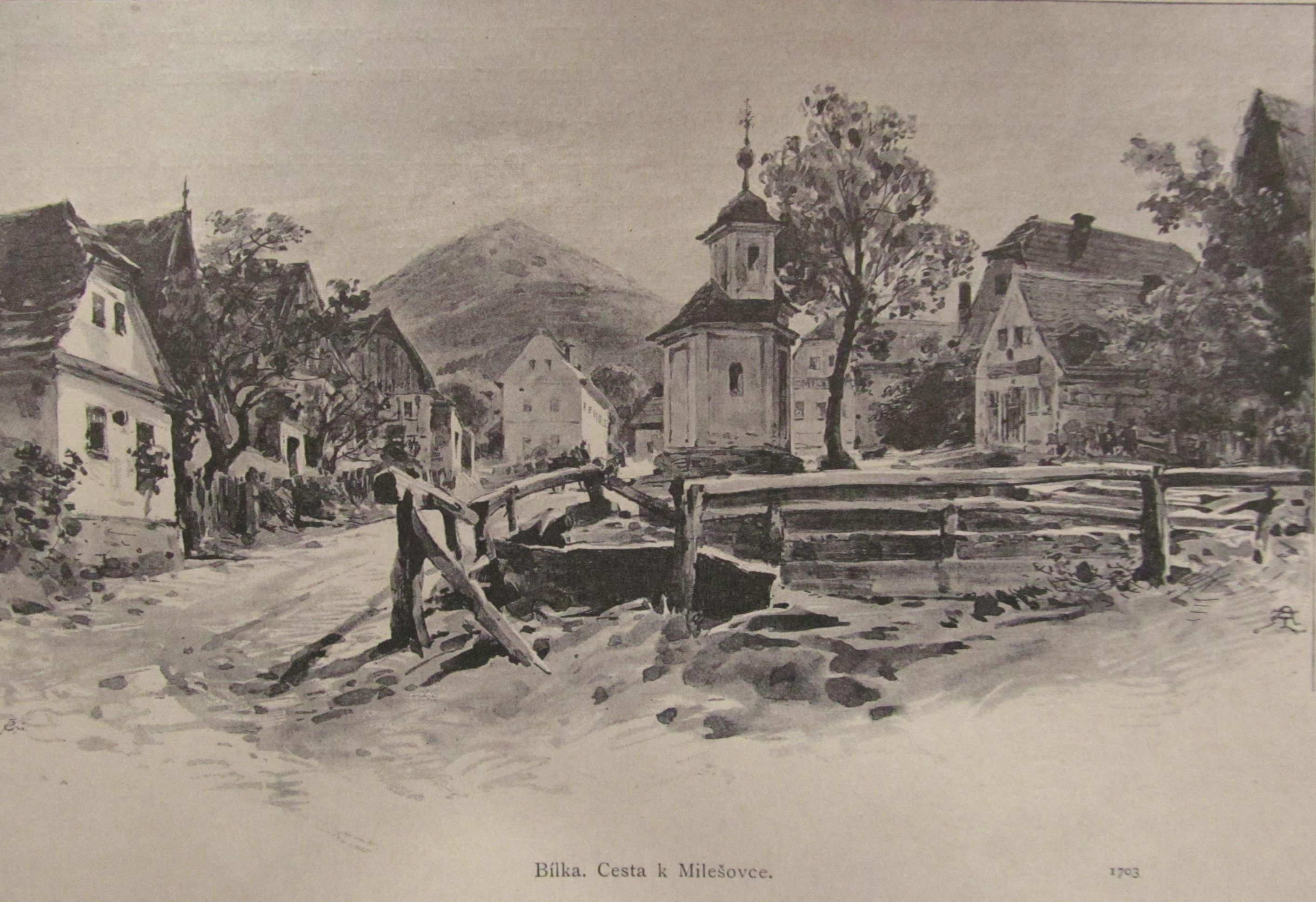
Antonín Lewý – Bílka. Cesta k Milešovce (1892)